# Brøndby IF (femení)
El Brøndby IF femení és la secció femenina del Brøndby IF, un club de futbol de Brøndby, un suburbi de Copenhaguen.
Juga a l'Elitedivisionen danesa, i ha sigut el principal dominador del campionat des que va guanyar el primer del seu deu títols al 2003. El seu gran rival durant aquest temps ha sigut el Fortuna Hjørring.
A la Lliga de Campions ha sigut semifinalista en tres ocasions, la més recent al 2015.

## Històric

### Palmarès
- 10 Lligues de Dinamarca
  - 02/03 - 03/04 - 04/05 - 05/06 - 06/07 - 07/08 - 10/11 - 11/12 - 12/13 - 14/15
- 9 Copes de Dinamarca
  - 03/04 - 04/05 - 06/07 - 09/10 - 10/11 - 11/12 - 12/13 - 13/14 - 14/15

### Trajectòria
| Edició |                   | 1ª Fase previa ¹ | 2ª Fase previa ¹     | Quarts de final | Semifinals      | Final |
| ------ | ----------------- | ---------------- | -------------------- | --------------- | --------------- | ----- |
| 03/04  |                   |                  | Masinac Nis          | Gömrükçü Baku   | Umeå IK         |       |
| 04/05  |                   |                  | Energiya Voronezh    |                 |                 |       |
| 05/06  |                   |                  | Lada Togliatti       | Montpellier HSC |                 |       |
| 06/07  |                   |                  | FK Rossiyanka        | Turbine Potsdam | Arsenal FC      |       |
| 07/08  |                   |                  | Kolbotn IL           | ASD Bardolino   |                 |       |
| 08/09  |                   |                  | Llevant UE           | Zvezda Perm     |                 |       |
| Edició | Fase previa ¹     | Setzens de final | Vuitens de final     | Quarts de final | Semifinals      | Final |
| 09/10  | SU 1º de Dezembro | AZ Alkmaar       | Turbine Potsdam      |                 |                 |       |
| 10/11  | NSA Sofia         | Unia Raciborz    | Everton FC           |                 |                 |       |
| 11/12  |                   | Standard Lieja   | Sassari Torres       | Olympique Lió   |                 |       |
| 12/13  |                   | Stabaek IF       |                      |                 |                 |       |
| 13/14  |                   | FC Barcelona     |                      |                 |                 |       |
| 14/15  |                   | Apollon Limassol | Gintra Universitetas | Linköpings FC   | 1.FFC Frankfurt |       |
| 15/16  |                   | Slavia Praga     |                      |                 |                 |       |
| 16/17  |                   | FSK St.-Pölten   | Manchester City      |                 |                 |       |

- ¹ Fase de grups. Equip classificat pillor possicionat en cas d'eliminació o equip eliminat millor possicionat en cas de classificació.

|                 | 00/01 | 01/02 | 02/03 | 03/04 | 04/05 | 05/06 | 06/07 | 07/08 | 08/09 | 09/10 | 10/11 | 11/12 | 12/13 | 13/14 | 14/15 | 15/16 |
| --------------- | ----- | ----- | ----- | ----- | ----- | ----- | ----- | ----- | ----- | ----- | ----- | ----- | ----- | ----- | ----- | ----- |
| Elitedivisionen |       |       | 1     | 1     | 1     | 1     | 1     | 1     | 2     | 2     | 1     | 1     | 1     | 2     | 1     | 2     |